# Покровский сельский совет (Криничанский район)
Покровский сельский совет (укр. Покровська сільська рада) — входит в состав
Криничанского района
Днепропетровской области
Украины.
Административный центр сельского совета находится в 
с. Покровка.

## Населённые пункты совета
- с. Покровка
- с. Весёлая Долина
- с. Грузиновка
- с. Зелёный Яр
- с. Крутая Балка
- с. Милорадовка
- с. Новомилорадовка
- пос. Сорокопановка
- с. Червоный Орлик